# Normatieve huisvestingscomponent
Normatieve Huisvestingscomponent (NHC) is een productiegebonden normatieve vergoeding voor vervanging, (nieuw)bouw en instandhouding van vastgoed van zorginstellingen. Deze vergoeding bestaat uit een geïndexeerde jaarlijkse bijdrage die voldoende is om, over de gehele levenscyclus van een nieuwbouw Wlz-, voorheen AWBZ-voorziening, rente, afschrijvings- en instandhoudingsuitgaven bij een bezettingspercentage van 97% en bij een vastgestelde investeringsnorm te dekken. In de NHC is geen vergoeding opgenomen voor investeringen in medische en overige inventarissen en in computerapparatuur en -programmatuur.
De NHC is opgebouwd uit de kosten die instellingen kwijt zijn aan bouwen, grond, onderhoud en aflossing van rente. Tot 2012 kregen zorginstellingen die kosten nog volledig vergoed van de overheid. In het overgangsregime, dat zes jaar duurde van 2012 tot en met 2017, kregen ze een steeds groter deel van de bouwkosten via de NHC.
Vanaf 2018 is de woonvergoeding vrij onderhandelbaar.